# Stefano Bianchini
Stefano Bianchini (né le 13 mai 1970 à Pavie) est un mathématicien italien qui travaille sur les  équations aux dérivées partielles hyperboliques.

## Biographie
Bianchini obtient un doctorat (Ph.D.) en 2000 à l'École internationale supérieure d'études avancées, connue sous son acronyme SISSA (Scuola Internazionale Superiore di Studi Avanzati) de Trieste sous la direction de Alberto Bressan (On Singular Approximations to Hyperbolic Systems of Conservation Laws). Il travaille à l'Istituto per le Applicazioni del Calcolo « Mauro Picone » (en) (IAC) de Rome jusqu'en 2004. Il est ensuite professeur associé, et depuis 2007 professeur titulaire à la SISSA.
Il est coauteur, avec Alberto Bressan, d'un article qui conduit à la résolution du problème longtemps ouvert de la stabilité et la convergence de solutions approchées de viscosité évanescente pour les systèmes hyperboliques non linéaires unidimensionnels. Pour cela, Bianchini a introduit de nouveaux concepts dans lesquels il a présenté les solutions localement comme des superpositions de fronts d'ondes en utilisant la théorie de variétés centrales.

## Prix et distinctions
Bianchini est conférencier invité au 4e Congrès européen de mathématiques, à Stockholm en 2004. Il est aussi conférencier invité au Congrès international des mathématiciens de 2006 à Madrid. Il a été Principal Investigator du ERC-grant  « Hyperbolic  Systems  of  Conservation  Laws: singular limits, properties of solutions and control problem » 2009-2013.
Stefano Bianchini est lauréat en 2003 du prix mathématique de l'Académie italienne des sciences. Il a obtenu le prix de la Société mathématique européenne en 2004 pour ses contributions à la théorie des solutions discontinues de lois de conservation hyperboliques en une dimension. Il est lauréat du prix Prix Vinti en 2006. Il a obtenu le prix du SIAM Activity Group on Analysis of Partial Differential Equations en 2007 et le prix Enrico Magenes de la Union mathématique italienne en 2015.

## Publications (sélection)
- Stefano Bianchini, « BV solutions of the semidiscrete upwind scheme », Arch. Ration. Mech. Anal., vol. 167, no 1,‎ 2003, p. 1–81 (MR 1967667, lire en ligne).
- Stefano Bianchini et Alberto Bressan, « Vanishing viscosity solutions of nonlinear hyperbolic systems », Annals of Mathematics, vol. 161, no 1,‎ 2005, p. 223–342 (DOI 10.4007/annals.2005.161.223, MR 2150387, zbMATH 1082.35095, arXiv math/0111321).
- S. Bianchini et E. Marconi, « On the structure of {\displaystyle L^{\infty }}-entropy solutions to scalar conservation laws in one-space dimension », Arch. Ration. Mech. Anal., vol. 226, no 1,‎ 2017, p. 441-493 (MR 3686007).
- S. Bianchini et N. A. Gusev, « Steady nearly incompressible vector fields in two-dimension: chain rule and renormalization », Arch. Ration. Mech. Anal., vol. 222, no 2,‎ 2016, p. 451-505 (MR 3544312).
- G. Alberti, S. Bianchini et L. Caravenna, « Lagrangian and broad continuous solutions to a balance law with non-convex flux I », J. Differential Equations, vol. 261, no 8,‎ 2016, p. 4298-4337 (MR 3537830).
- S. Bianchini, « Singular approximations to hyperbolic systems of conservation laws in one space dimension », 4th European Congress of Mathematics, Stockholm, 2004, Zurich, Eur. Math. Soc.,‎ 2005, p. 61–71 (MR 2185736).